# Lovoa swynnertonii
Lovoa swynnertonii (hay còn gọi là Brown Mahogany hoặc Kilimanjaro Mahogany) là loài thực vật thuộc Họ Xoan. Loài được tìm thấy ở Cộng hòa Dân chủ Congo, Kenya, Mozambique, Tanzania, Uganda, vàZimbabwe. Loài bị đe dọa bởi mất môi trường sống.